# Supercoppa serba 2013 (pallavolo femminile)
La Supercoppa serba 2013 si è svolta il 3 ottobre 2013: al torneo hanno partecipato due squadre di club serbe e la vittoria finale è andata per la prima volta allo Ženski odbojkaški klub Partizan.

## Regolamento
Le squadre hanno disputato una gara unica.

## Squadre partecipanti
| Squadra      | Qualificazione                                       | Ultima partecipazione |
| ------------ | ---------------------------------------------------- | --------------------- |
| Stella Rossa | Vincitrice Superliga 2012-13/Coppa di Serbia 2012-13 | Debutto               |
| Partizan     | Finalista in Coppa di Serbia 2012-13                 | Debutto               |

## Torneo
| 3 ottobre 2013 Šumice Sport Center, Belgrado Durata: 1h:14 - Spettatori: 800 | Stella Rossa | 0 - 3 | Partizan | 23-25, 22-25, 10-25 |